# Каскахарес-и-Асара, Антонио Мария
Антонио Мария Каскахарес-и-Асара (исп. Antonio María Cascajares y Azara; 2 марта 1834, Каланда, Испания — 27 июля 1901, Калаорра, Испания) — испанский кардинал. Титулярный епископ Доры с 27 марта 1882 по 27 марта 1884. Епископ Калаорра-и-Ла-Кальсада-Логроньо с 27 марта 1884 по 17 декабря 1891. Архиепископ Вальядолида с 17 декабря 1891 по 18 апреля 1901. Архиепископ Сарагосы с 18 апреля по 27 июля 1901. Кардинал-священник с 29 ноября 1895, с титулом церкви Сан-Эузебио с 25 июня 1896 по 24 марта 1898. Кардинал-священник с титулом церкви Сант-Агостино с 24 марта 1898.